# Phallolysine

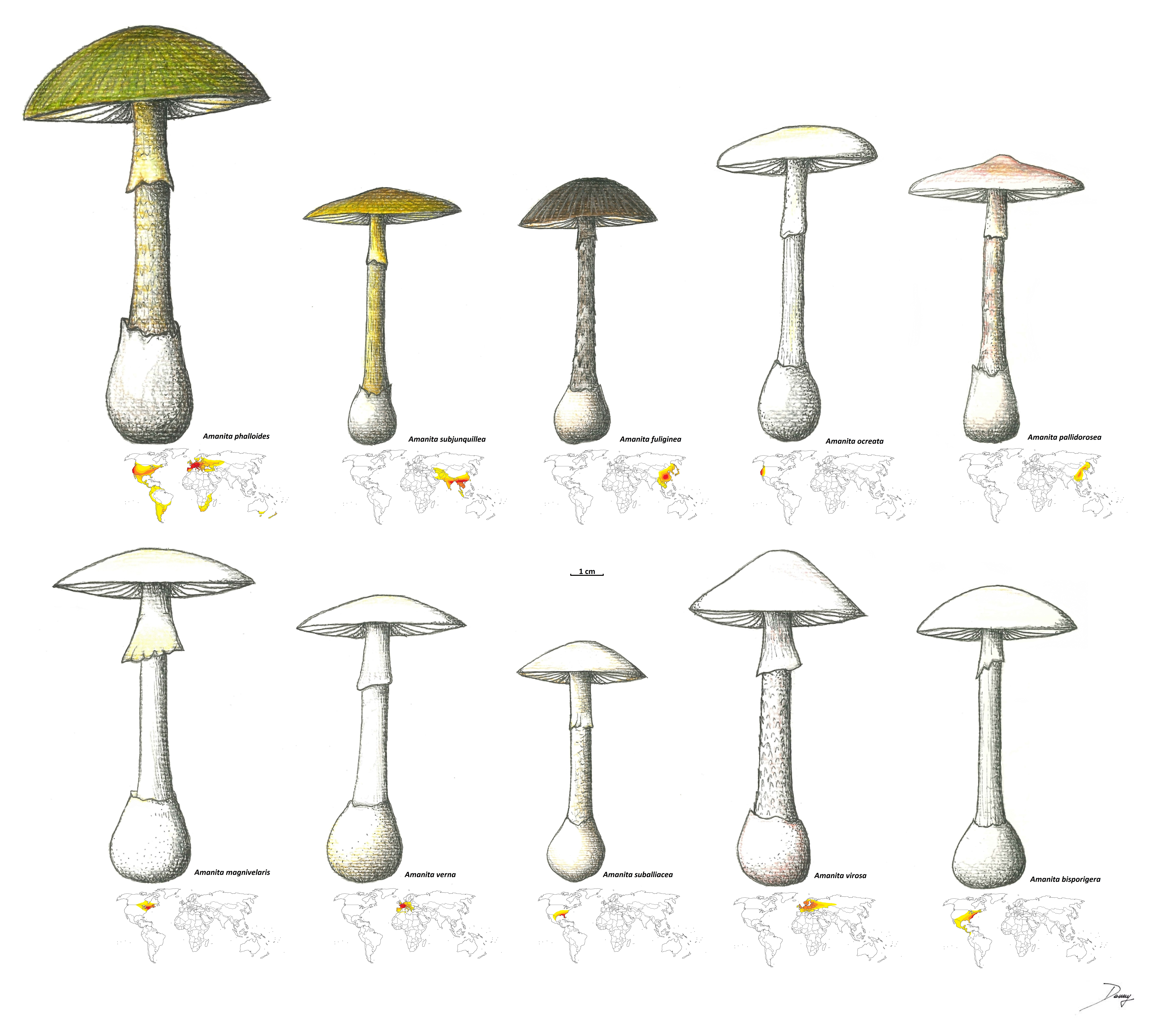
Amanita phalloides, en haut à gauche.

La phallolysine, anciennement appelée phalline, est une hémolysine toxique.

## Origine
La phallolysine est une mycotoxine, isolée chez le champignon Amanita phalloides. Il s'agit du mélange de deux ou trois protéines de structure similaire, ayant chacune une masse atomique de 34 kDa. Elle ne fait partie d'aucune des deux grandes catégories de mycotoxines de l'amanite phalloïde, amatoxines et phallotoxines.

## Action
La phallolysine a démontré in vitro une action hémolytique.